# Drop Dead
Drop Dead è il singolo di debutto del duo musicale svedese MissMatch, pubblicato il 9 marzo 2007 su etichetta discografica Hawk Records come primo estratto dall'album Just Push Play.
Il brano è stato scritto e composto da Marit Woody, Stefan Woody, Fredrik Boström, Felix Persson e Märta Grauers.
Con Drop Dead le MissMatch hanno partecipato a Melodifestivalen 2007, il festival musicale annuale utilizzato come selezione del rappresentante svedese per l'Eurovision Song Contest, dove si sono esibite nella terza semifinale.

## Tracce
1. Drop Dead – 2:50

## Classifiche
| Classifica (2007) | Posizione massima |
| ----------------- | ----------------- |
| Svezia            | 21                |